# Deflazacort
Deflazacort ist ein Arzneistoff aus der Gruppe der Glucocorticoide. Deflazacort ist ein Oxazolinderivat von Prednisolon mit entzündungshemmender und immunsuppressiver Wirkung.

## Pharmakologie
Studien zufolge scheint Deflazacort bei Patienten mit rheumatoider Arthritis genau so wirksam zu sein wie Prednison oder Methylprednisolon. Das Auftreten von Nebenwirkungen ist bei Deflazacort geringer als bei einer Behandlung mit Prednison oder Methylprednisolon.
In einer weiteren Studie wurde die Wirksamkeit von Deflazacort an Duchenne-Muskeldystrophie-Patienten überprüft. Deflazacort beeinflusste die Krankheit positiv und es waren signifikante Verbesserungen zu beobachten. Die mittlere Zeit bis zum Verlust der Gehfähigkeit betrug in der behandelten Gruppe nach Beginn der Studie 20,5 ± 11 Monate, in der Placebogruppe 33,2 ± 9 Monate.
Deflazacort stellt damit eine zusätzliche, von der FDA zugelassene, Kortikosteroid-Therapie für Duchenne-Muskeldystrophie-Patienten dar, um deren Lebensqualität zu verbessern. Es gibt jedoch nur schwache Belege für diese Vorteile; sodass weitere Forschungsarbeiten vonnöten sind.

## Synthese
Die mehrstufige Synthese von Deflazacort ist in der folgenden Reaktionssequenz beschrieben:

## Handelsnamen
Calcort (D, GB), Deflan, Flantadin (I)

### Anwendung
Bei rheumatoider Arthritis, sofern die Schwere des Krankheitsbildes oder unzureichende Wirksamkeit bzw. Unverträglichkeit nicht-steroidaler Antirheumatika es erfordern.

### Nebenwirkungen
Zu den häufigsten Nebenwirkungen von Deflazacort zählen gastrointestinale Symptome. Weiterhin können Stoffwechsel- und Ernährungsstörungen, Störungen des zentralen und peripheren Nervensystems und psychiatrische Störungen auftreten.